# Brahim Hemdani
Brahim Hemdani (Colombes, 15 marzo 1978) è un ex calciatore algerino, di ruolo centrocampista, tecnico del Marignane.

## Carriera

### Club
Hemdani iniziò la carriera con il Cannes, dove trascorse due stagioni prima di trasferirsi al Strasburgo. Allo Strasburgo rimase per tre stagioni giocando 52 partite e segnando tre gol. Nel 2001 si trasferì al Marsiglia dove giocò oltre 100 partite raggiungendo nel 2004 la finale di Coppa UEFA. Dopo la scadenza del contratto, il 14 giugno 2005 si trasferì a parametro zero ai Rangers.
Si infortunò poco prima d'inizio stagione riuscendo a fare il suo esordio con la nuova maglia solo a ottobre, in uno 0-0 contro il Dundee Utd. Comunque, divenne titolare nel centrocampo dei Rangers che in quella stagione raggiunsero per la prima volta nella storia gli ottavi di finale di Champions’ League anche se chiusero solo al terzo posto in campionato e senza vincere alcun trofeo. La stagione 2006/07 lo vide ancora titolare a centrocampo assieme al nuovo acquisto Jérémy Clément e Charlie Adam, ma dopo il ritorno del capitano Barry Ferguson dall'infortunio fu spostato a giocare davanti alla difesa. Il suo rendimento nel nuovo ruolo fu ottimale, tanto che il 16 aprile 2007 fu nominato giocatore dell'anno dei Rangers grazie al voto dei tifosi.
Dopo un'altra stagione giocata da titolare, lasciò i Rangers alla scadenza del contratto il 1º giugno 2009 per poi ritirarsi dal calcio giocato.

### Nazionale
Hemdani ha giocato alcune partite con la Nazionale francese Under-21, e ha a lungo rifiutato le convocazioni della Algeria, Paese di origine dei suoi genitori, sperando di guadagnarsi la convocazione per la selezione francese.
Nel 2008 ha deciso infine di accettare la convocazione nella nazionale algerina, con cui ha giocato 2 partite.

## Palmarès

### Club

#### Competizioni nazionali
- Campionato scozzese: 1

Rangers: 2008-2009
- Coppa di Scozia: 2

Rangers: 2007-2008, 2008-2009
- Coppa di Lega scozzese: 1

Rangers: 2007-2008